# Cyrille Maret
Cyrille Maret (Dijon, 11 de agosto de 1987) es un deportista francés que compite en judo.
Participó en los Juegos Olímpicos de Río de Janeiro 2016, obteniendo una medalla de bronce en la categoría de –100 kg. En los Juegos Europeos consiguió cuatro medallas, dos en Bakú 2015 (oro por equipo y bronce en –100 kg) y dos de bronce en Minsk 2019 (–100 kg y equipo mixto).
Ganó seis medallas en el Campeonato Europeo de Judo entre los años 2013 y 2019.

## Palmarés internacional
| Juegos Olímpicos   | Juegos Olímpicos        | Juegos Olímpicos  | Juegos Olímpicos |
| Año                | Lugar                   | Medalla           | Categoría        |
| ------------------ | ----------------------- | ----------------- | ---------------- |
| 2016               | Río de Janeiro (Brasil) | Medalla de bronce | –100 kg          |
| Juegos Europeos    |                         |                   |                  |
| Año                | Lugar                   | Medalla           | Categoría        |
| 2015               | Bakú (Azerbaiyán)       | Medalla de oro    | Equipo           |
| 2015               | Bakú (Azerbaiyán)       | Medalla de bronce | –100 kg          |
| 2019               | Minsk (Bielorrusia)     | Medalla de bronce | –100 kg          |
| 2019               | Minsk (Bielorrusia)     | Medalla de bronce | Equipo mixto     |
| Campeonato Europeo |                         |                   |                  |
| Año                | Lugar                   | Medalla           | Categoría        |
| 2013               | Budapest (Hungría)      | Medalla de bronce | –100 kg          |
| 2014               | Montpellier (Francia)   | Medalla de bronce | –100 kg          |
| 2015               | Bakú (Azerbaiyán)       | Medalla de bronce | –100 kg          |
| 2017               | Varsovia (Polonia)      | Medalla de plata  | –100 kg          |
| 2018               | Tel Aviv (Israel)       | Medalla de plata  | –100 kg          |
| 2019               | Minsk (Bielorrusia)     | Medalla de bronce | –100 kg          |